# Internationaler Clara-Haskil-Klavierwettbewerb
Der Internationale Clara-Haskil-Klavierwettbewerb (französisch: Concours international de piano Clara Haskil) wurde 1963 zu Ehren der rumänisch-schweizerischen Pianistin Clara Haskil gegründet, um die Erinnerung an sie wachzuhalten.
Der Wettbewerb ist seit 1976 Mitglied des Weltverbandes der Internationalen Musikwettbewerbe. Er findet seit 1963 alle zwei Jahre in der Schweiz statt, bis 1969 in Luzern, seither in Vevey, wo Clara Haskil von 1942 bis zu ihrem Tod 1960 in Brüssel wohnte. Eine Strasse in Vevey trägt ihren Namen.
Der Wettbewerb steht jungen Pianisten aus aller Welt offen. Präsident der Jury war von 1963 bis 1969 der Schweizer Komponist und Konzertagent Walter Schulthess, 1973 und 1975 der Schweizer Pianist und Direktor von Radio Télévision Suisse in Genf Roger Aubert, 1977 bis 1989 der russische Pianist Nikita Magaloff, 1991 bis 2009 der französische Pianist Michel Dalberto sowie 2011 und 2013 der schwedische Musikhistoriker, Künstleragent und Konzertorganisator Martin Engström. Seit 2015 ist der deutsche Pianist Christian Zacharias Präsident der Jury.
Der Wettbewerb profitiert von der Zusammenarbeit mit Radio Suisse Romande Espace 2 und wird von der Fondation Nestlé pour l’Art, der Fondation Leenaards, der Loterie Romande, der Stanley Thomas Johnson Stiftung, der Bank Lombard Odier Darier Hentsch & Cie, den Städten und Gemeinden Vevey, Montreux, La Tour-de-Peilz, Blonay, Chardonne, Corseaux, Corsier-sur-Vevey, Jongny und mehreren Handelsunternehmen gesponsert. Zudem unterstützen die Mitglieder eines 1999 gegründeten Kreises privater Spender die Aktivitäten des Internationalen Clara-Haskil-Klavierwettbewerbs.
Der Final, jeweils ausgestrahlt von Radio Suisse Romande Espace 2 und von Télévision Suisse Romande, ist Teil des Internationalen Festivals für Oper und Musik in Montreux-Vevey.

## Preisträger 1963–2019
| Jahr | Gewinner                           | Übrige Finalisten |
| ---- | ---------------------------------- | --- |
| 1963 | kein Gewinner                      | Jon Bingham – England; Gino Brandi – Italien; Jakob Maxin – USA/Russland; Mayne Miller – USA                                                      |
| 1965 | Christoph Eschenbach – Deutschland | Françoise Parrot – Frankreich; Carmen Vilà – Spanien; Annerose Walther – Deutschland                                                              |
| 1967 | Dinorah Varsi – Uruguay            | John Owings – USA; Zsuzsanna Sirokay – Ungarn; Michael Studer – Schweiz                                                                           |
| 1969 | kein Gewinner                      | Peter Lang – Österreich; Hanae Nakajima – Japan; Zsuzsanna Sirokay – Ungarn                                                                       |
| 1973 | Richard Goode – USA                | Penelope Blackie – Grossbritannien; Brigitte Meyer – Schweiz; Mitsuko Uchida – Japan                                                              |
| 1975 | Michel Dalberto – Frankreich       | Marie Catherine Girod – Frankreich; Brigitte Meyer – Schweiz; Kyung Sook Lee – Korea; Margrit Pirner – Deutschland                                |
| 1977 | Jewgeni Koroljow – UdSSR           | Dennis Lee – Malaysia; Jeffrey Kahane – USA; Mamiko Suda – Japan                                                                                  |
| 1979 | Cynthia Raim – USA                 | Edouard Garcin – Frankreich; Kei Itoh – Japan; Marie-Paule Siruguet – Frankreich; Pietro Rigacci – Italien; Mamiko Suda – Japan                   |
| 1981 | Konstanze Eickhorst – Deutschland  | Eric N’kaoua – Frankreich; Friedemann Rieger – Deutschland; Nina Tichman – USA; Marioara Trifan – USA                                             |
| 1983 | kein Gewinner                      | Nathalie Bera-Tagrine – Frankreich; Luc Devos – Belgien; Sandro De Palma – Italien; Yukino Fujiwara – Japan                                       |
| 1985 | Nataša Veljković – Jugoslawien     | Philippe Cassard – Frankreich; Alexandra Papastefanou – Griechenland; Philippe Zahnd – Schweiz; Tomoko Ogasawara – Japan; Huseyn Sermet – Türkei  |
| 1987 | Hiroko Sakagami – Japan            | Sachiyo Yonekawa – Japan; David Satyabrata – Indonesien; Sylviane Deferne – Schweiz; Laurent Cabasso – Frankreich; Jean-Marie Cottet – Frankreich |
| 1989 | Gustavo Romero – USA               | Ishibashi Eri – Japan; Marie-Josèphe Jude – Frankreich; Marietta Petkova – Bulgarien; Patricia Pagny – Frankreich; Doris Adam – Österreich        |
| 1991 | Steven Osborne – Schottland        | Yoshiko Iwai – Japan; Lorenz Ehrsam – Schweiz; Emmanuel Strosser – Frankreich; Alena Tschernuschenko – UdSSR                                      |
| 1993 | Till Fellner – Österreich          | Adrian Oetiker – Schweiz; Seiko Ohtomo – Japan |
| 1995 | Mihaela Ursuleasa – Rumänien       | Sheila Arnold – Deutschland/Indien; Klaus Sticken – Deutschland                                                                                   |
| 1997 | Delphine Bardin – Frankreich       | Polina Leschenko – Russland/Israel; Hie-Yon Choi – Südkorea; Daniil Kopylov – Russland; Nicholas Ong – Malaysia; Miku Nishimoto-Neubert – Japan   |
| 1999 | Finghin Collins – Irland           | Julia Bartha – Deutschland; Julien Le Pape – Frankreich; Denys Proshayev – Ukraine                                                                |
| 2001 | Martin Helmchen – Deutschland      | Inon Barnatan – Israel; Deborah Lee – USA |
| 2003 | kein Gewinner                      | Herbert Schuch – Deutschland; Stefan Stroissnig – Österreich; Jacob Katsnelson – Russland                                                         |
| 2005 | Sunwook Kim – Südkorea             | Francesco Piemontesi – Schweiz; Gottlieb Wallisch – Österreich                                                                                    |
| 2007 | Hisako Kawamura – Japan            | Alina Elena Bercu – Rumänien; Yana Vasilyeva – Russland                                                                                           |
| 2009 | Adam Laloum – Frankreich           | Nima Sarkechik – Frankreich/Iran; François Dumont – Frankreich                                                                                    |
| 2011 | Cheng Zhang – China                | Zhi Chao Julian Jia – China; Joo Hyeon Park – Südkorea                                                                                            |
| 2013 | Cristian Budu – Brasilien          | Dmitry Mayboroda – Russland; François-Xavier Poizat – Schweiz                                                                                     |
| 2015 | kein Gewinner                      | Guillaume Bellom – Frankreich; Benedek Horváth – Ungarn; Yukyeong Ji – Südkorea                                                                   |
| 2017 | Mao Fujita – Japan                 | Aristo Sham – Hongkong; Alberto Ferro – Italien                                                                                                   |
| 2019 | kein Gewinner                      | Zhu Wang – China, Jorge González Buajasán – Kuba, Hyelim Kim – Südkorea                                                                           |
| 2021 | Yumeka Nakagawa – Japan            | Juhee Lim – South Korea, Wataru Mashimo – Japan                                                                                                   |